# Số 10 phố Downing
Số 10 phố Downing (tiếng Anh: 10 Downing Street) thường được biết đến với tên Số 10 (Number 10) là địa chỉ của dinh Thủ tướng Anh.

## Căn nhà số 10

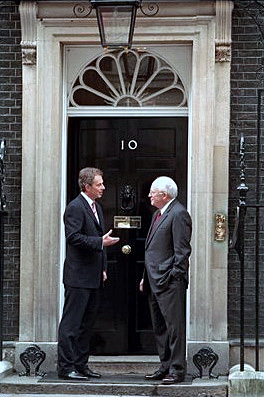
Thủ tướng Anh Tony Blair và Phó Tổng thống Hoa Kỳ Dick Cheney đứng phía trước ngôi nhà vào ngày 11 tháng 3 năm 2002.

Tòa nhà số 10 thật sự trở thành nơi cư trú của các vị thủ tướng kể từ khi Arthur Balfour nhậm chức thủ tướng Anh vào năm 1902 (1902-1905). Tuy suốt thế kỷ XVIII-XIX, một số thủ tướng đã đến sống tại nhà số 10 nhưng mãi đến thế kỷ XX, các thủ tướng mới đem theo những vật dụng gia đình như giường, tủ, chén, bát vào đây và khi rời khỏi đây họ cũng đem chúng theo. Thông thường các thủ tướng thường mang theo vào nhà số 10 những bộ sưu tập tranh nghệ thuật riêng của họ. Tuy nhiên, Thủ tướng Ramsey MacDonald (1924, 1929-35) là người đầu tiên không hề có bất cứ bộ sưu tập nghệ thuật cá nhân nào. Trước khi Quỹ Tiếp khách chính phủ (GHF) được thành lập vào năm 1908, các thủ tướng luôn tuyển nhân viên cho riêng họ. Song từ khi GHF ra đời, GHF phụ trách việc cung cấp và bố trí cán bộ nhân viên cho phủ thủ tướng. Arthur Balfour là Thủ tướng đầu tiên mang xe hơi đến căn nhà số 10 Phố Downing song kể từ thập niên 1950, Thủ tướng được cấp xe và tài xế riêng.

## Phố Downing
Phố Downing tọa lạc tại khu vực Whitehall (nơi có nhiều cơ quan chính quyền) ở trung tâm London, cách tòa nhà Quốc hội khoảng một vài phút đi bộ và ở mé bên Cung điện Buckingham. Phố Downing được xây dựng và đặt tên theo Sir George Downing (1632-1689), vốn là một người lính và một nhà ngoại giao dưới thời Bảo hộ Oliver Cromwell và vua Charles II. Nhờ có công phục vụ vua, ông được ban thưởng một khu đất gần công viên St James - nơi hiện giờ con đường Downing tọa lạc. Vào thế kỷ XIX, các căn nhà ở một bên phố Downing được dành cho Thủ tướng, Bộ trưởng Tài chính trong khi bên còn lại dành cho các văn phòng ngoại giao. Những năm 1950-1960, chính phủ cũng có cân nhắc kế hoạch phá bỏ tất cả các văn phòng ngoại giao và phần còn lại của con đường Downing để xây dựng những tòa nhà khác hiện đại hơn. Tuy nhiên, kế hoạch trên đã không thực hiện được và bị xếp xó từ lâu.

## Nhà ở phố Downing

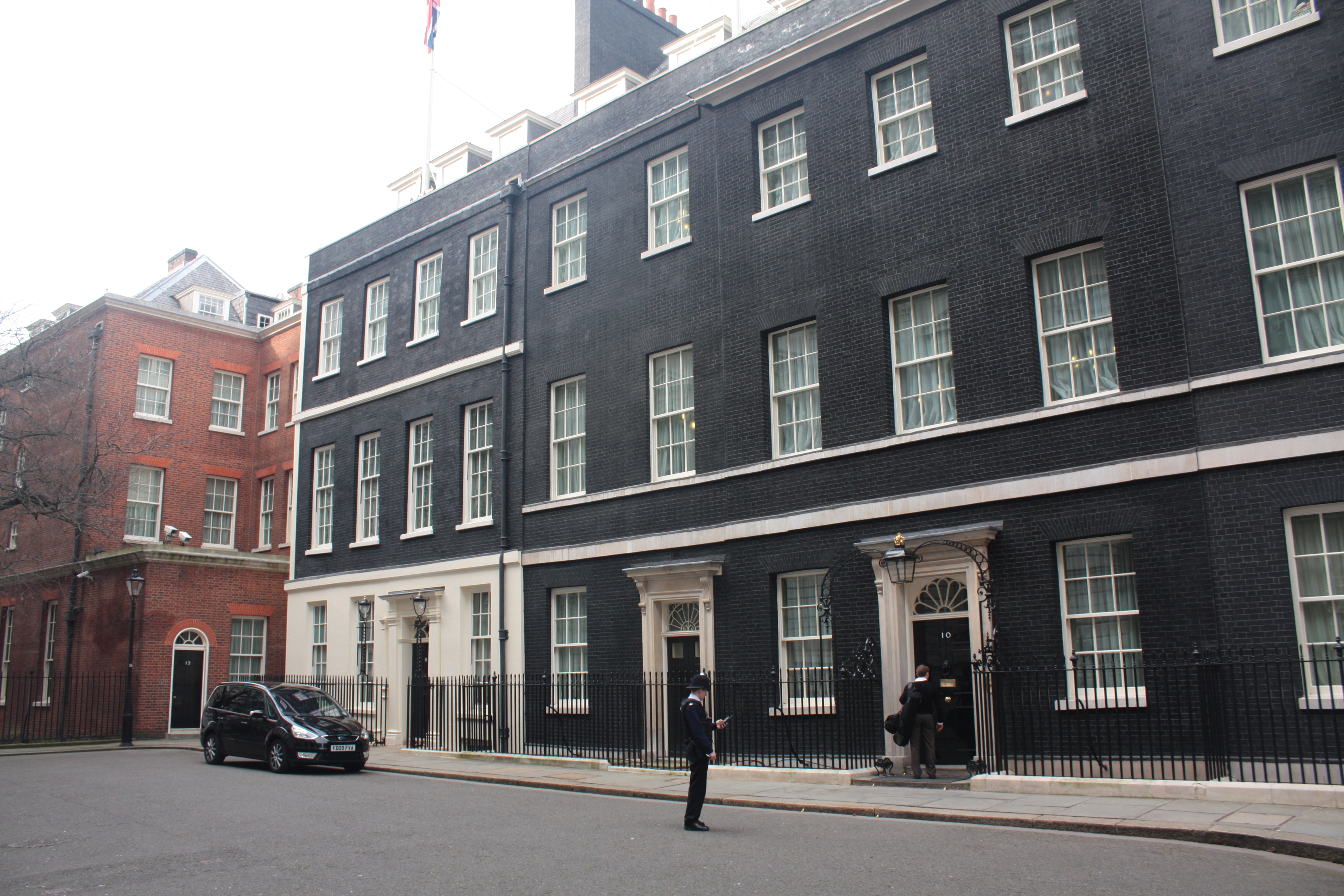
Nhà số 12 (màu đỏ), nhà số 11 (tầng trệt màu trắng) và nhà số 10 (màu đen) trên phố Downing.

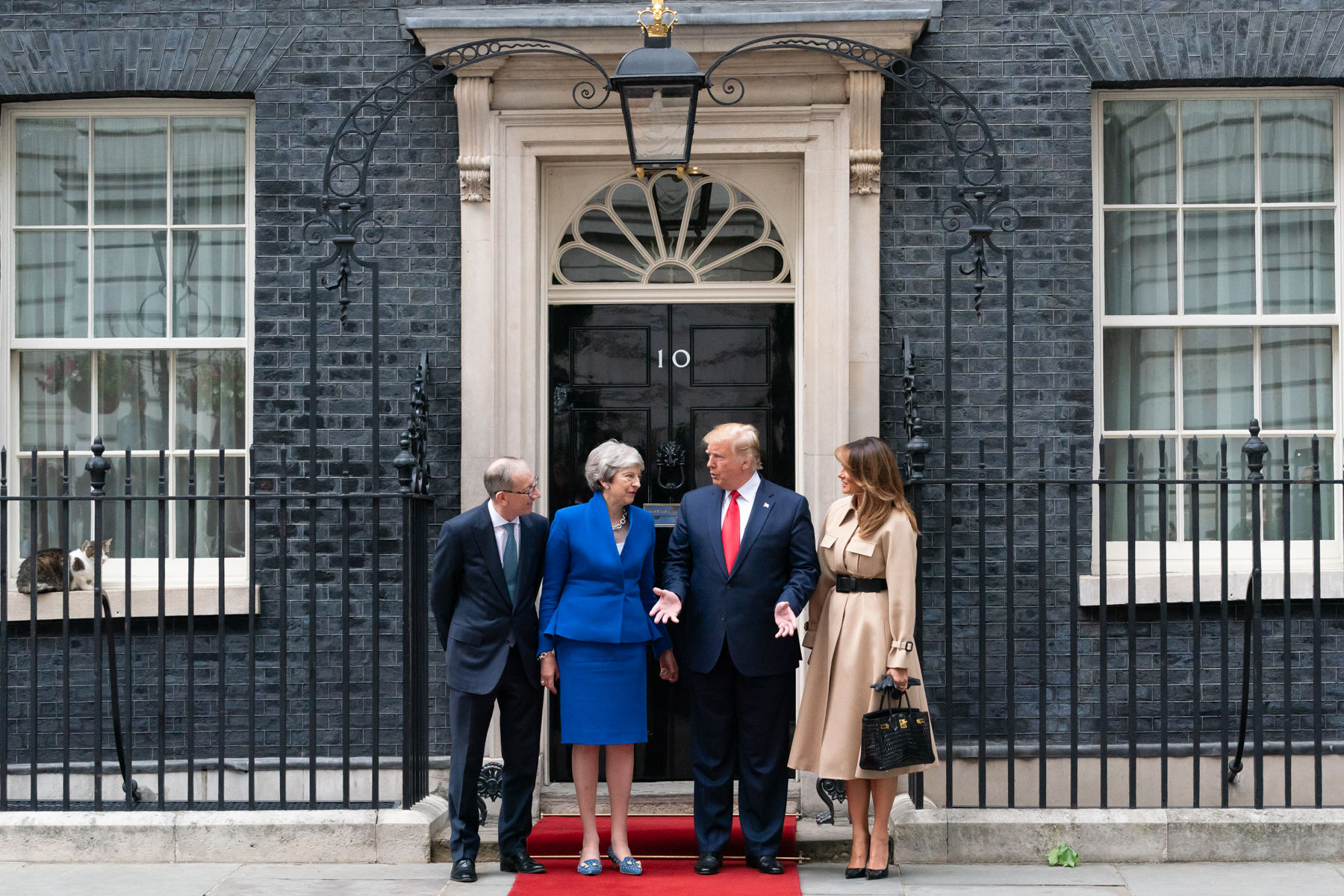
Thủ tướng Anh Theresa May và chồng bà, ông Philip chào đón Tổng thống Donald J. Trump và Đệ nhất phu nhân Melania Trump trước dinh Thủ tướng ngày 4 tháng 6 năm 2019. Với mèo Larry ở bên trái, sau song cừa sổ

Căn nhà số 10 phố Downing là chỗ ở của Thủ tướng Anh. Căn nhà số 11 thuộc về Bộ trưởng Tài chính. Riêng căn nhà số 9 được đặt tên vào năm 2001 trở thành lối vào của Văn phòng Hội đồng Cơ mật Anh. Trong khi đó, căn nhà số 12 trước đây là văn phòng của các Nghị viên Anh thì nay trở thành cơ quan báo chí của Thủ tướng. Thế nhưng, thủ tướng và các bộ trưởng chính phủ Anh có thể thỏa thuận đổi nhà lẫn nhau. Đôi lúc căn nhà số 11 không phải Bộ trưởng Tài chính ở mà nó thuộc về phó thủ tướng. Cũng có khi các bộ trưởng chỉ làm việc trong các căn nhà tại Phố Downing trong khi sống ở nơi khác. Riêng William Gladstone - Thủ tướng Anh những năm 1868-1874, 1880-1885, 1886 và 1892-1894, trong nhiệm kỳ cuối đã tuyên bố các căn nhà số 10,11 và 12 là riêng của ông và gia đình. Ông đã đem cả gia đình đến sống tại 3 căn nhà trên. Sau cuộc tổng tuyển cử năm 1997, Công đảng Anh lên cầm quyền và tạo ra một thay đổi lớn. Số là Thủ tướng Tony Blair hồi đó đã lập gia đình và có ba con trong khi Bộ trưởng Tài chính James Gordon Brown vẫn còn độc thân nên họ đã đổi nhà cho nhau. Tuy căn nhà số 10 vẫn để Thủ tướng ở và làm việc nhưng ông Blair cùng gia đình mình thật sự đã chuyển sang sống ở căn nhà số 11 rộng lớn hơn và để căn nhà số 10 chật hẹp cho ông James Gordon Brown.